# Synagoga v Blovicích
Synagoga v Blovicích, založená na počátku 20. století, je bývalá židovská modlitebna, jež se nachází asi 50 m na východ od městského úřadu v Blovicích v Malé ulici jako č.p. 205.
K bohoslužbám se využívala do nástupu nacismu. V roce 1948 byla odkoupena MNV Blovice za účelem zřízení garáží pro sanitní vozy a kanceláře. Po roce 1950 začala sloužit jako městská knihovna, později došlo k přestavbě k obytným a kancelářským účelům a tento stav trvá dodnes (v roce 1994 byla budova městem nabídnuta pro možnost umístění výjezdového stanoviště ZZS). Na půdě se zachovala dřevěná falešná klenba s původní dekorativní výzdobou a iluzivním oblým přechodem mezi stěnou a stropem.
Ve městě se také nachází židovský hřbitov.